# Міжнародна вулиця (Київ)
Міжнаро́дна ву́лиця — вулиця у Святошинському районі міста Києва, селище Жовтневе. Пролягає від вулиці Мельниченка до Жмеринської вулиці.
Прилучаються вулиці Петра Дорошенка і Академіка Біляшівського. Між вулицями Академіка Біляшівського і Жмеринською наявна перерва у проляганні вулиці.

## Історія
Вулиця виникла в середині XX століття, мала назву вулиця Миру. Сучасна назва — з 1965 року.